# Адан, Ахмед Мохамед
Ахмед Мохамед Адан (сомал. Axmed Maxamed Aadan; 1930, Аден — 26 ноября 2013, Харгейса) — сомалийский и сомалилендский политик и дипломат.

## Биография
Ахмед Мохамед Адан родился в 1930 году в йеменском городе Аден в семье военнослужащего британской армии.
Жил в Адене, окончил местную начальную и среднюю школу.
В 1954 году переехал в город Харгейса в Британском Сомали. Работал старшим клерком в офисе окружного комиссара. В 1956 годубыл назначен исполнительным директором совета местного самоуправления Берберы и в том же году был отправлен на стипендию в Эдинбургский и Оксфордский университеты на два года для изучения местного и общего управления. В 1959 году был назначен секретарём законодательного совета. В январе 1960 года проходил обучение в парламенте Великобритании.
После провозглашения независимости Сомали перешёл на дипломатическую работу. В 1961 году стал первым послом государства в СССР. В 1965 году занял аналогичный пост в США. В 1968 году вернулся в Сомали. В начале 1970-х годов вновь был направлен в Москву, способствовал усилению сотрудничества между Сомали и СССР. Через пять лет стал послом Сомали в Великобритании, а затем — послом и руководителем сомалийской миссии в ООН.
В 1985 году Адана отозвали в Сомали, после чего он в течение четырёх лет работал постоянным секретарём реформируемого министерства иностранных дел. В 1990—1991 годах занимал пост министра иностранных дел Сомали.
В 1997—2005 годах был спикером Палаты представителей Сомалиленда. Ушёл с поста по состоянию здоровья и из-за возраста.
Умер 26 ноября 2013 года в главной больнице сомалийского города Харгейса (де-факто в Сомалиленде). Похоронен 27 ноября в Харгейсе.